# Luiz Lara
Luiz Lara, é um publicitário paulista, fundador da agência brasileira Lew Lara, a quarta maior do país e desde 2007 integrante do grupo Omnicom, um dos mais importantes do mundo.

## Biografia
Foi o fundador da agência brasileira Lew Lara, a quarta maior do país e desde 2007 integrante do grupo Omnicom, um dos mais importantes do mundo. Lara foi eleito presidente da Associação Brasileira das Agências de Publicidade Abap em maio de 2009. Trabalhou na Almap/BBDO, Embratur e Paulistur. Recebeu o Prêmio Caboré como Empresário/Dirigente da Indústria da Comunicação. Entre seus principais clientes estão o Banco Real, a Nokia, Tim e Natura.
Em maio de 2009, Lara foi eleito presidente da Associação Brasileira das Agências de Publicidade Abap.
Em 2001, foi registrada pela Polícia Federal, uma gravação telefônica de uma conversa entre o publicitário Luiz Lara, com Adriano Schincariol, onde Lara sugere a Schincariol a compra de uma reportagem de capa da revista "IstoÉ Dinheiro", da Editora Três.